# Leioproctus davisi
Leioproctus davisi is een vliesvleugelig insect uit de familie Colletidae. De wetenschappelijke naam van de soort is voor het eerst geldig gepubliceerd in 1994 door Maynard.